# جون هاكيت
جون هاكيت (بالإنجليزية: John Hackett)‏ هو شخصية أعمال وسياسي أمريكي، ولد في 26 يناير 1808، وتوفي في 5 فبراير 1886. انتخب عضو جمعية ولاية ويسكونسن.